# 普齊奇河

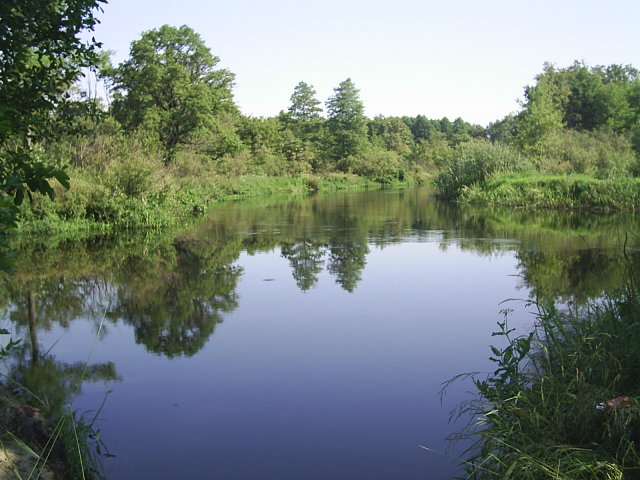
普齊奇河

普齊奇河（白俄羅斯語：Пціч）是白俄羅斯的河流，屬於普里皮亞季河的左支流，河道全長486公里，流域面積9,470平方公里，發源自明斯克高地，流經明斯克州、莫吉廖夫州和戈梅利州，河水主要來自融雪、地下水和雨水。